# Дейр-эль-Бахри
Дейр-эль-Ба́хри (араб. الدير البحري‎ DMG al-Dayr al-Baḥrī — «Храм моря») — археологический комплекс заупокойных храмов и гробниц на западном побережье Нила, напротив Луксора (древние Фивы). Является частью Фиванского некрополя.

## Археология
Первые важные находки здесь сделал Гастон Масперо в 1881 году. Последующие исследования открыли миру три поминальных храма, принадлежащие фараонам Ментухотепу II (XXI век до н. э., обнесён колоннадой и увенчан пирамидой), Хатшепсут (XV век до н. э., на трёх террасах с гипостилем) и Тутмосу III (XV век до н. э.). Вместе с другими памятниками Фив охраняется как памятник Всемирного наследия.

## Комплекс

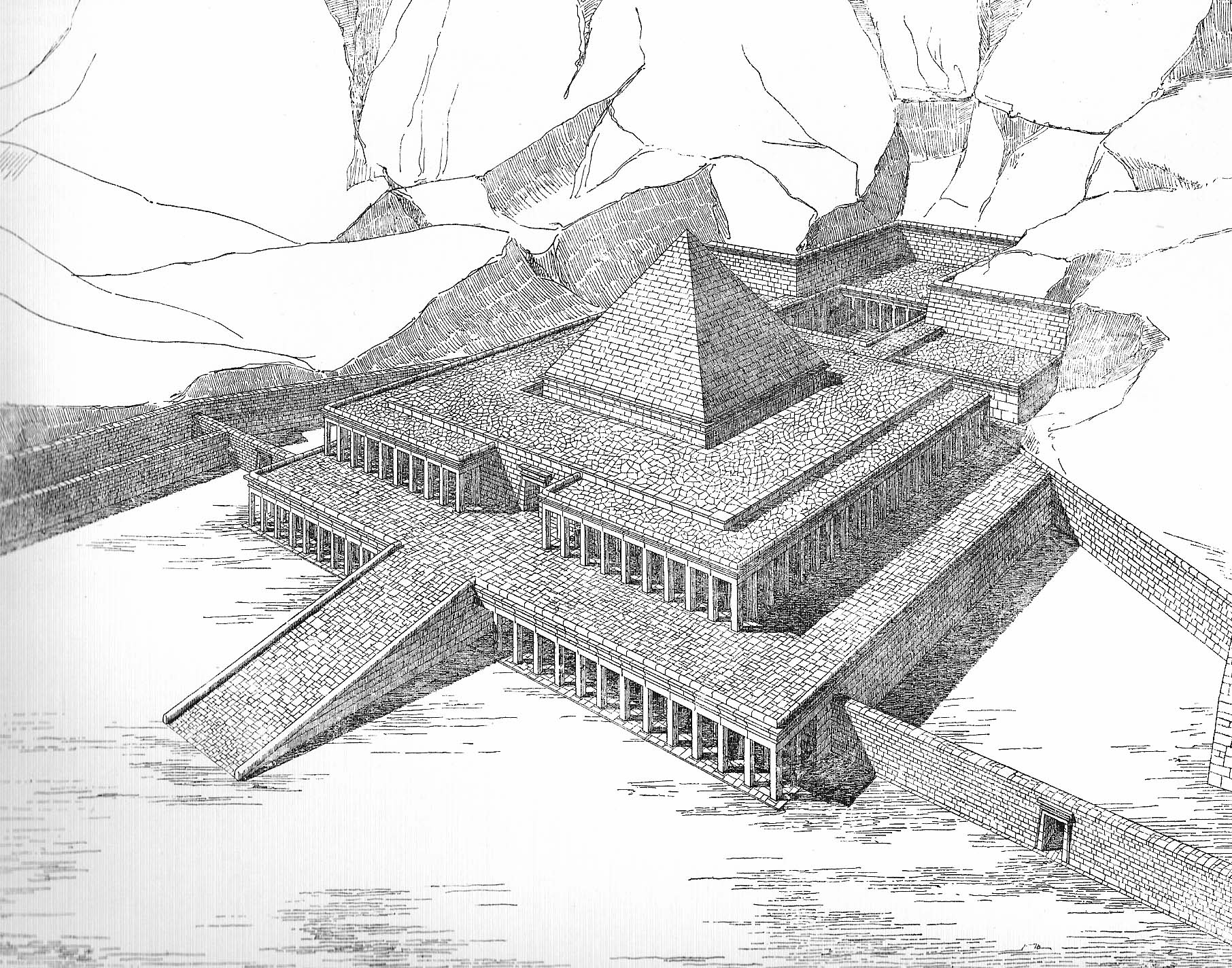
Художественная реконструкция Навилля храма Ментухотепа II. Сегодня версия о наличии пирамиды отвергнута

### Заупокойный храм Хатшепсут

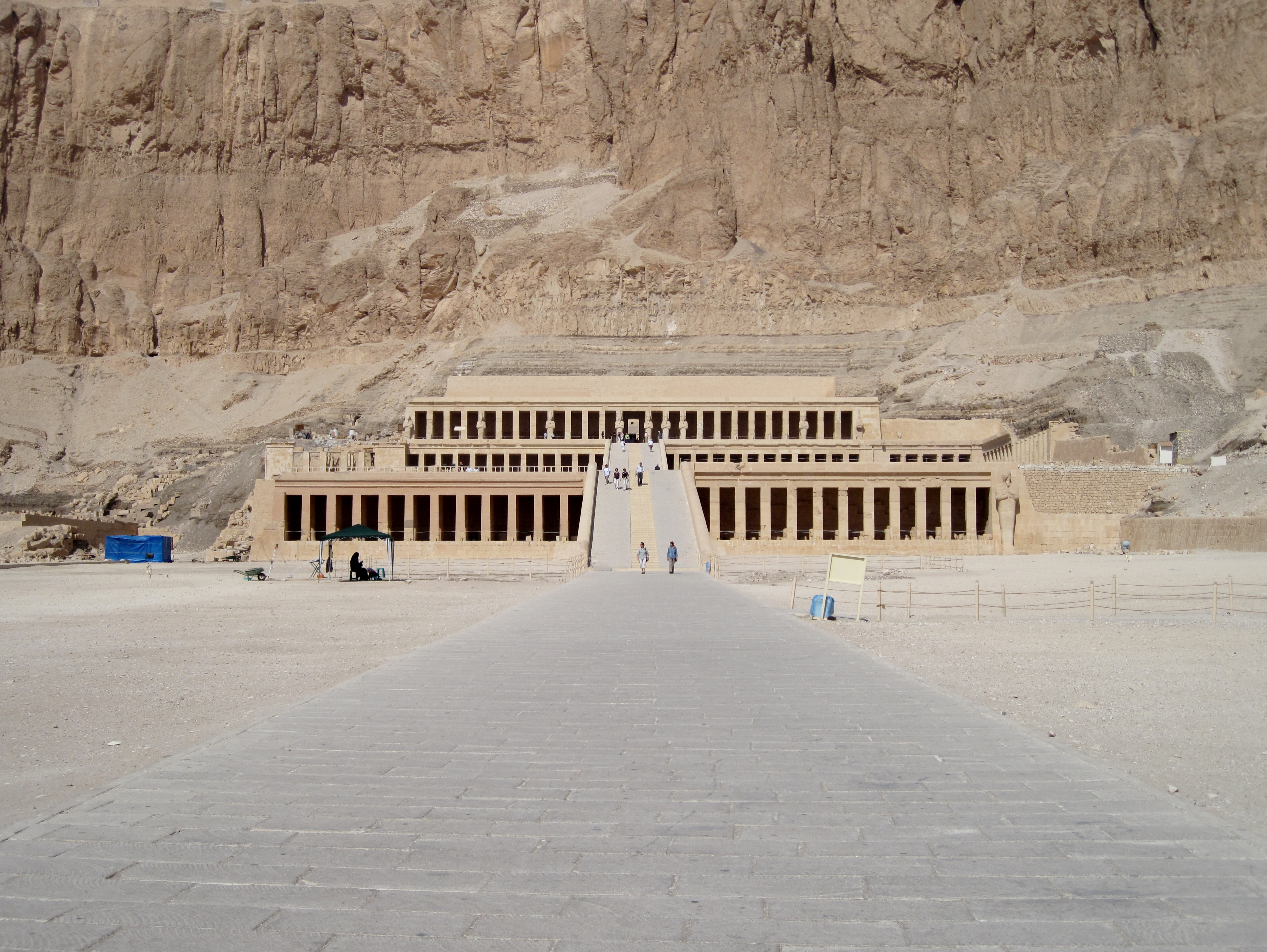
Джесер Джесеру

Заупокойный храм царицы-фараона Хатшепсут в древности именовался Джесер Джесеру — «Священнейший из священных». Он строился на протяжении 9 лет — с 7-го (предположительно, 1482 до н. э.) по 16-й (1473 до н. э.) год правления царицы. Его архитектором был Сенмут, и, хотя храм во многом повторял находящийся рядом храм фараона Среднего царства Ментухотепа II, но его величественные колонны поражают воображение. В своё время, этот храм был во многом уникален, демонстрируя безупречную гармонию архитектурного комплекса за 1000 лет до возведения Парфенона в Афинах.

## Гробницы

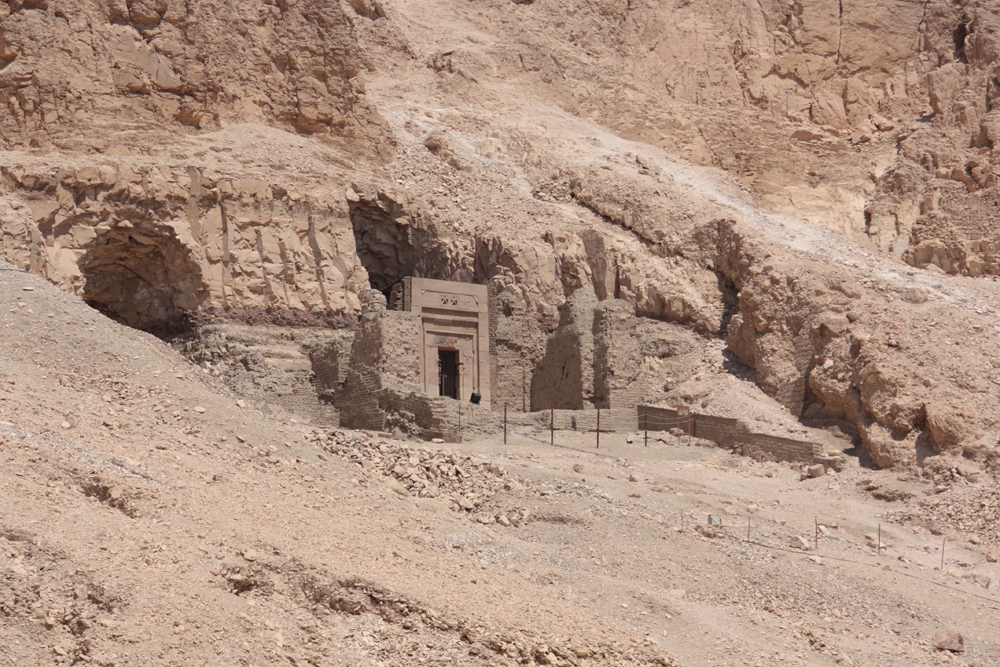
Гробница (TT 353) Сенмута

Частные гробницы Среднего царства и эпохи Птолемеев:
- TT308 — Кемсит — жрица Хатхор эпохи Ментухотепа II — XI династия;
- TT310 — безымянный — чиновник Нижнего Египта (XI династия);
- TT311 — Хети — царский казначей Нижнего Египта;
- TT312 — Неспахашити — губернатор города и визирь;
- TT313 — Хену — исследователь (XI династия);
- TT314 — Хорхотеп — носитель царской печати Нижнего Египта;
- TT315 — Ипи — губернатор города, визирь и судья;
- TT316 — Неферхотеп — главный лучник (XII династия);
- TT319 — Нофру — мажордом Ментухотепа III, военный (XI династия);
- TT320 — Пинеджем II — первосвященник Амона в Фивах (XXI династия);
- TT351 — Абу — писец при кавалерии;
- TT353 — Сенмут — главный мажордом цариц Хатшепсут (XVIII династия), архитектор и руководитель строительных работ храма Джесер Джесеру. Гробница осквернена ещё в древности, хотя ряд фресок сохранились. Она не окончена, в ней никто не был захоронен.
- TT358 — Антеф — генерал Ментухотепа II (XI династия).

## Расстрел туристов в Дейр-эль-Бахри
Утром 17 ноября 1997 года группа террористов расстреляла посетителей храма Хатшепсут в Дейр-эль-Бахри. Погибло 62 человека: четверо египтян и 58 иностранных туристов.